# Lapillus
Lapillus (en hangul, 라필루스; romanización revisada, Rapilruseu; McCune-Reischauer, Rap'ilrusŭ), es un grupo femenino surcoreano formado por MLD Entertainment. El grupo está conformado por seis miembros: Chanty, Shana, Yue, Bessie, Seowon y Haeun. Debutaron oficialmente el 20 de junio de 2022 con el álbum sencillo digital Hit Ya!

## Nombre
En su presentación debut, la miembro Seowon dijo que 'Lapillus' significa «una piedra preciosa que cambia de color según la dirección de la luz, y nuestro eslogan 'Shine your Lapillus' transmite el mensaje de que todos debemos encontrar nuestros propios y únicos sueños».

## Historia

### Predebut
Shana fue una concursante del grupo de integrantes japonesas en el programa de telerrealidad Girls Planet 999, donde clasificó en el cuarto lugar entre las concursantes del grupo japonés y quedó en el puesto 16 en general. Chanty es una exactriz que estuvo bajo la compañía Star Magic en Filipinas y apareció anteriormente en dramas como Hiwaga ng Kambat (2019), I Got You (2020) y Starla (2019). Junto con Shana, Chanty presenta una serie de YouTube llamada ChanSha World, que muestra a la pareja jugando y completando desafíos, lo que permitió a los fanáticos descubrir más sobre ellas antes de su debut.

### 2022-presente: Debut conHit Ya!
El 16 de mayo de 2022, MLD Entertainment anunció que harían debutar a un nuevo grupo femenino, el primero desde Momoland en 2016 y también serían el tercer grupo de MLD después del debut de su primera banda de varones, T1419, en 2021. Las miembros fueron reveladas en parejas (Shana, Haeun, Seowon, Yue, Bessie y Chanty) desde el 23 hasta el 25 de mayo de 2022. El 13 de junio, MLD Entertainment anunció que Lapillus lanzaría su primer álbum sencillo bajo el título de Hit Ya!, el 20 de junio de 2022.

## Miembros
| Integrantes      | Integrantes      | Integrantes          | Integrantes                       | Integrantes              | Integrantes                   | Integrantes |
| Nombre artístico | Nombre artístico | Nombre de nacimiento | Fecha de nacimiento               | Lugar de nacimiento      | Posición                      |             |
| Romanización     | Hangul           | Nombre de nacimiento | Fecha de nacimiento               | Lugar de nacimiento      | Posición                      |             |
| ---------------- | ---------------- | -------------------- | --------------------------------- | ------------------------ | ----------------------------- | ----------- |
| Chanty           | 샨티             | Maria Chantal Videla | 15 de diciembre de 2002 (22 años) | Manila, Filipinas        | Vocalista y bailarina         |             |
| Shana            | 샤나             | Nonaka Shana         | 13 de marzo de 2003 (22 años)     | Kōchi, Japón             | Líder, vocalista y bailarina  |             |
| Yue              | 유에             | Nancy Yang           | 3 de julio de 2004 (20 años)      | California, EE. UU.      | Vocalista y bailarina         |             |
| Bessie           | 베시             | Kim Susanna          | 15 de julio de 2004 (20 años)     | Jinhae-gu, Corea del Sur | Vocalista, rapera y bailarina |             |
| Seowon           | 서원             | Jang Seo-won         | 5 de diciembre de 2006 (18 años)  | Gwangju, Corea del Sur   | Vocalista, rapera y bailarina |             |
| Haeun            | 하은             | Lim Ha-eun           | 2 de noviembre de 2008 (16 años)  | Gumi, Corea del Sur      | Vocalista y bailarina         |             |

## Discografía

### EP
- 2022: Girl's Round Part.1
- 2023: Girl's Round Part.2

### Álbumes Sencillos
- 2022: Hit Ya!
- 2023: Who's Next (Japanese Ver.)

### Sencillos
| Año                                                                                          | Título           | Pos. en listas | Álbum               |
| Año                                                                                          | Título           | COR            | Álbum               |
| -------------------------------------------------------------------------------------------- | ---------------- | -------------- | ------------------- |
| 2022                                                                                         | «Hit Ya!»        | -              | Hit Ya!             |
| 2022                                                                                         | «Gratata»        | -              | Girl's Round Part.1 |
| 2023                                                                                         | «Burn With Love» | -              | Girl's Round Part.1 |
| 2023                                                                                         | «Who's Next»     | -              | Girl's Round Part.2 |
| "—" indica que el lanzamiento no se posicionó en la lista o no se publicó en ese territorio. |                  |                |                     |

## Filmografía

### Vídeos musicales
| Año  | Título    | Director(es) | Ref.   |
| ---- | --------- | ------------ | ------ |
| 2022 | «Hit Ya!» | Sunny Visual | [ 13 ] |
| 2022 | «Gratata» | Sunny Visual | [ 14 ] |

## Premios y nominaciones
| Año  | Premiación                  | Categoría                               | Nominado/trabajo | Resultado | Ref.   |
| ---- | --------------------------- | --------------------------------------- | ---------------- | --------- | ------ |
| 2022 | Asia Artist Awards          | Premio Focus - Música                   | Lapillus         | Ganador   | [ 15 ] |
| 2022 | Asia Artist Awards          | Premio a la popularidad - Idol femenina | Lapillus         | Nominado  | [ 16 ] |
| 2022 | Village Pipol Choice Awards | Acto K-Pop del año                      | Lapillus         | Ganador   | [ 17 ] |
| 2023 | Seoul Music Awards          | Premio New Wave Star                    | Lapillus         | Ganador   | [ 18 ] |
| 2023 | Seoul Music Awards          | Premio a la popularidad K-Wave          | Lapillus         | Nominado  | [ 18 ] |